# Crocidura guy
Crocidura guy (білозубка Гая) — дрібний ссавець, вид роду білозубка (Crocidura) родини мідицеві (Soricidae) ряду мідицеподібні (Soriciformes). 
|  | Це новий вид названий на честь нашого наснажливого колеги й наставника Гая Массера. |

## Опис
Вид дуже маленький; живіт сріблясто-сірий. Спинна шерсть коричнево-сіра, окремі волоски з сірими основами й коричневими кінчиками. Довжина голови й тіла 47–52.5, хвіст 34–37.4, задні ступні 9–10, вуха 6–7 мм. 

## Поширення
Населяє Північно-Східний В'єтнам. 